# Konstantin Nikołajew (prawnik)
Konstantin Nikołajewicz Nikołajew, ros. Константин Николаевич Николаев (ur. 31 marca?/12 kwietnia 1884 w Kijowie, zm. 26 czerwca 1965 w Nowym Jorku) – rosyjski prawnik, emigracyjny działacz prawosławny i prawniczy, pisarz i publicysta.

## Życiorys
Ukończył prawo na uniwersytecie w Kijowie. Pracował jako prawnik. W 1920 r. wyjechał do Polski. Zamieszkał w Warszawie. Pełnił funkcję doradcy prawnego Cerkwi prawosławnej w Polsce. Działał w organizacjach prawosławnych. Występował przeciwko polityce polskich władz w stosunku do cerkwi prawosławnej. Faktycznie przewodniczył specjalnej komisji do spraw prawnej obrony świątyń i zasobów cerkiewnych przed rewindykacją. Udało mu się skutecznie oprotestować prawo Kościoła Katolickiego do przejęcia spornych obiektów religijnych. Był autorem publikacji pt. „Sud prisiażnych w Rossii 1864-1917 gg.: Opyt charaktieristiki”, „Prawowoje położenije swiatoj Awtokiefalnoj Prawosławnoj Cerkwi w Polsze”, „Prawowoje położenije swiatoj Awtokiefalnoj Prawosławnoj Cerkwi w Polsze i jejo imuszczestwiennyje prawa s toczki zrienija administratiwnoj praktiki”, „Wossojedinienije uniatow s Prawosławnoj Cerkowju w 1839 g. Konkordat Rima s Rossijej w 1847 g.”. W 1931 r. (według części źródeł w 1933 r.) przeniósł się do Jugosławii, gdzie kontynuował prawniczą działalność w interesie Cerkwi prawosławnej. W 1938 r. uczestniczył w II Soborze Wszechemigracyjnym. Napisał książki pt. „Prawowoje położenije Prawosławnoj Cerkwi naroda russkogo w rassiejanii suszczego” i „Sud´by Prawosławija”. W II poł. 1944 r., wobec zagrożenia Belgradu przez Armię Czerwoną, ewakuował się do Niemiec. Po zakończeniu wojny zajmował się obroną uchodźców cywilnych przed deportacją do ZSRR. W 1946 r. utworzył Stowarzyszenie Prawników Rosyjskich w Niemczech, po czym został jego przewodniczącym. W 1949 lub 1950 r. wyjechał do USA, gdzie przeniósł działalność Stowarzyszenia Prawników Rosyjskich. Działał w organizacjach religijnych Rosyjskiego Kościoła Prawosławnego poza granicami Rosji. Pisał artykuły do pism emigracyjnych. Założył pismo „Za prawo i prawdu”. Osobiste archiwum K. N. Nikołajewa zostało pośmiertnie przekazane do seminarium prawosławnego Św. Trójcy przy monasterze w Jordanville.